# Aarhus Zoologiske Have
Aarhus Zoologiske Have, eller blot Aarhus Zoo, var en zoologisk have i Aarhus beliggende i Havreballe Skov mellem Jyllands Allé, Stadion Allé og Skovbrynet overfor Tivoli Friheden. Haven eksisterede fra 1932 til 1960, hvor den måtte lukke grundet økonomiske vanskeligheder.
Haven åbnede 1. maj 1932 og blev grundlagt af menageriejer Axel Hutzelsider, der havde lejet det ca. 50.000 m² store areal. I 1939 rummede haven ca. 2.000 dyr fordelt på 480 arter, bl.a. krybdyr, fugle, løver, aber og bjørne. Dyrebestanden blev senere forøget med isbjørne, tigre, søløver og elefanter.
Aarhus Zoo var i disse år en stor publikumssucces med op mod 300.000 gæster årligt, men kapitalgrundlaget for haven var fra starten svagt, hvilket nødvendiggjorde flere tilskud fra Aarhus Kommune, som også måtte garantere for havens kassekredit. Trods pæne entréindtægter kunne fornyelser og reparationer ikke finansieres, og situationen blev kun værre under 2. verdenskrig, hvor priserne på foder og byggematerialer steg voldsomt. Aarhus Byråd vedtog i 1943 at nedlægge haven og overtog året efter dens aktiver af passiver. Senere blev den dog bortforpagtet til Chr. Jensen, der drev Odense Zoo. Efter Jensens død i 1950 overtog Kay Bøgh driften. Han opsagde dog kontrakten efter et årti, og haven lukkede 31. august 1960.
Der har flere gange været tale om at genopføre en Zoologisk have i Aarhus, sidste seriøse forsøg var i 2007 hvor naturvidenskabsfolk gik sammen med folk fra byens erhvervsliv i aktieselskabet Founding Five A/S, som desuden også skulle opføre et eksperimentarium. Aarhus Zoologisk have skulle stå færdig i 2011, men blev af uvisse årsager ikke realiseret og selskabet ophørte i 2009
Aarhus har i dag en dyrehave